# Приз Жана Габена
Приз Жана Габена (фр. Prix Jean Gabin) — французька кінематографічна нагорода, що присуджувалася щорічно з 1981 по 2006 рік молодим найперспективнішим акторам, які працюють у французькій кіноіндустрії.
Нагорода була заснована за ініціативою Луї де Фюнеса (1914–1983) у 1981 році в пам'ять про актора Жана Габена (1904–1976). У 2008 році через розбіжності між організаторами церемонії — Марлен і Еженом Муано — та донькою актора Флоранс Монкорже-Габен журі нагороди, що складається з журналістів, які працюють у кіно, спільно з організаторами ухвалили рішення про перейменування призу, присвоївши йому ім'я іншого видатного актора Патріка Девара, який пішов із життя за трагічних обставин.
Приз Жана Габена вручався одночасно з Призом Ромі Шнайдер найкращій молодій акторці Франції, заснованим у 1984 році.

## Лауреати
| Рік  | Фото актора | Лауреат(и)      |
| ---- | ----------- | --------------- |
| 1981 |             | Тьєррі Лермітт  |
| 1982 |             | Жерар Ланвен    |
| 1983 |             | Жерар Дармон    |
| 1984 |             | Франсуа Клюзе   |
| 1985 |             | Кристоф Малавуа |
| 1986 |             | Чеки Каріо      |
| 1987 |             | Жан-Юг Англад   |
| 1988 |             | Тьєррі Фремон   |
| 1989 |             | Венсан Лендон   |
| 1990 |             | Ламбер Вільсон  |
| 1991 |             | Фабріс Лукіні   |
| 1992 |             | Венсан Перез    |
| 1993 |             | Олів'є Мартінес |
| 1994 |             | Мануель Блан    |
| 1995 |             | Матьє Кассовіц  |
| 1996 |             | Гійом Депардьє  |
| 1997 |             | Іван Атталь     |
| 1998 |             | Венсан Ельбаз   |
| 1999 |             | Самюель Ле Б'ян |
| 2000 |             | Гійом Кане      |
| 2001 |             | Хосе Гарсія     |
| 2002 |             | Бенуа Пульворд  |
| 2003 |             | Джонні Голлідей |
| 2004 |             | Лоран Дойч      |
| 2005 |             | Кловіс Корніяк  |
| 2006 |             | Жеремі Реньє    |